# Andrelândia
Andrelândia este un oraș din unitatea federativă Minas Gerais, Brazilia.